# Кишковий сік
Кишковий сік продукують спеціальні залози, розташовані в слизовій оболонці кишки.
У дорослої людини виділяється 2-3 літри кишкового соку за добу. Як у будь-якому іншому травному соку, головним компонентом кишкового соку є травні ферменти. Найважливіші з них — пепсин(розщеплює білки), ліпаза(продовжує гідроліз жирів) та амілази (розщеплюють вуглеводи).
Кише́чник або кишка (лат. intestinum) — у хребетних тварин — частина травного тракту від шлунка до відхідника. Тонка кишка людини має 5 м завдовжки і 4 см в діаметрі, складається з дванадцятипалої, порожньої і клубової кишок; товста кишка є завдовжки 2 м, 6 см в діаметрі, складається зі сліпої, ободової, сигмоподібної і прямої кишок. Тонка і товста кишки є м'язовими трубками, внутрішній шар містить лужний травний сік, нервові закінчення, кровоносні судини. Вміст кишок повільно просувається за допомогою перистальтики (хвилеподібного руху). Стінки: зсередини: багатошаровий слизовий епітелій; внутрішня стінка: тонкий шар гладких м'язів; ззовні: сполучна тканин.

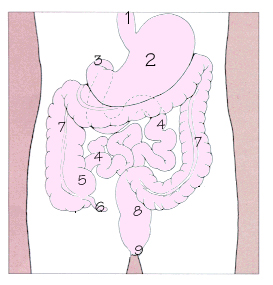
Схема будови шлунково-кишкового тракту людини:
1 — Стравохід, 2 — Шлунок, 3 — Дванадцятипала кишка, 4 — Тонка кишка, 5 — Сліпа кишка, 6 — Апендикс, 7 — Товста кишка, 8 — Пряма кишка, 9 — Анус. Латинська назва шлунково-кишкового тракту людини Apparatus digestorius